# تقویت‌کننده قفل‌شونده
تقویت‌کننده قفل‌شونده (به انگلیسی: Lock-in amplifier) یا تقویت‌کننده حساس به فاز نوعی دستگاه اندازه‌گیری است که می‌تواند یک سیگنال الکتریکی ضعیف را که سوار یک موج حامل با فرکانس و فاز مشخص است از یک محیط پُرنویز استخراج کند.
این دستگاه شبیه یک فیلتر میان‌گذر با یک باند فرکانسی بسیار کوچک عمل می‌کند که می‌تواند نسبت سیگنال به نویز را بهتر کرده و در نهایت ولتاژهای مستقیم و ولتاژهای نوسانی با فرکانس‌های دیگر و همچنین نویز را بسیار خوب فیلتر کند.
دستگاه تقویت‌کننده قفل‌شونده در درهه ۶۰ میلادی طراحی شده و بسیاری از آزمایش‌های مهم در دنیای علم توسط این دستگاه انجام گرفته‌است.

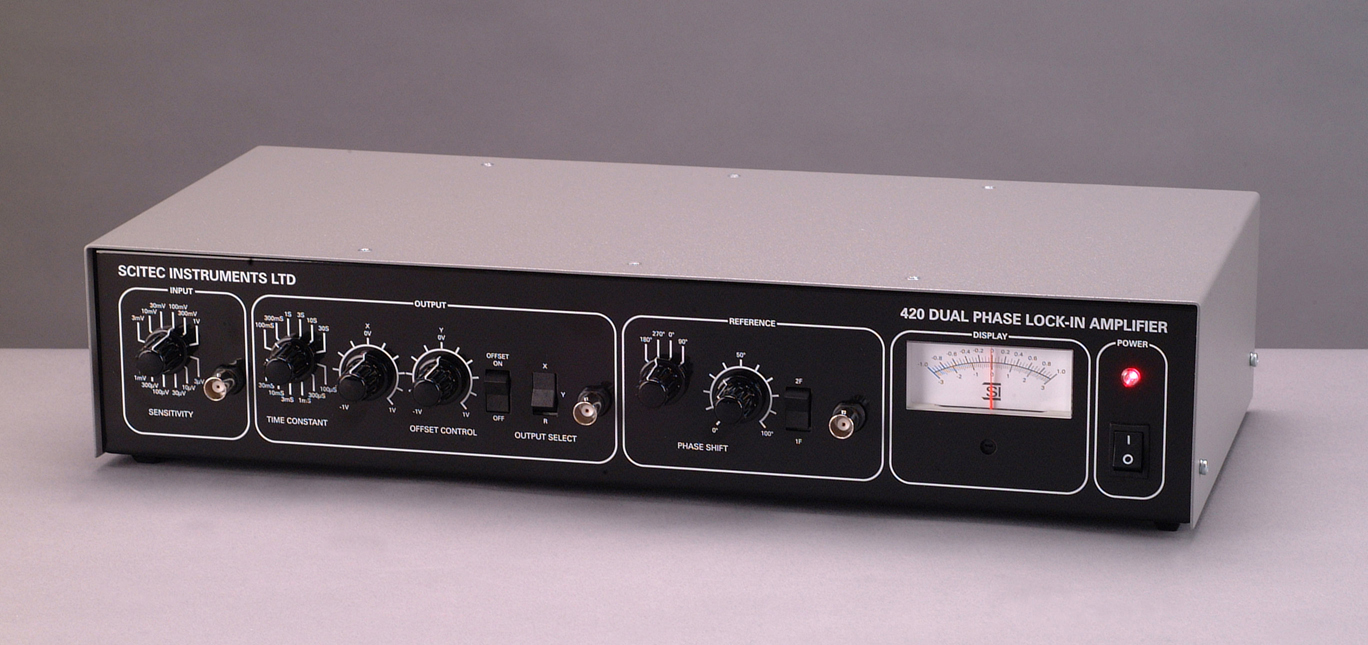
یک دستگاه آنالوگ تقویت کننده قفل شونده

## عمل‌کرد

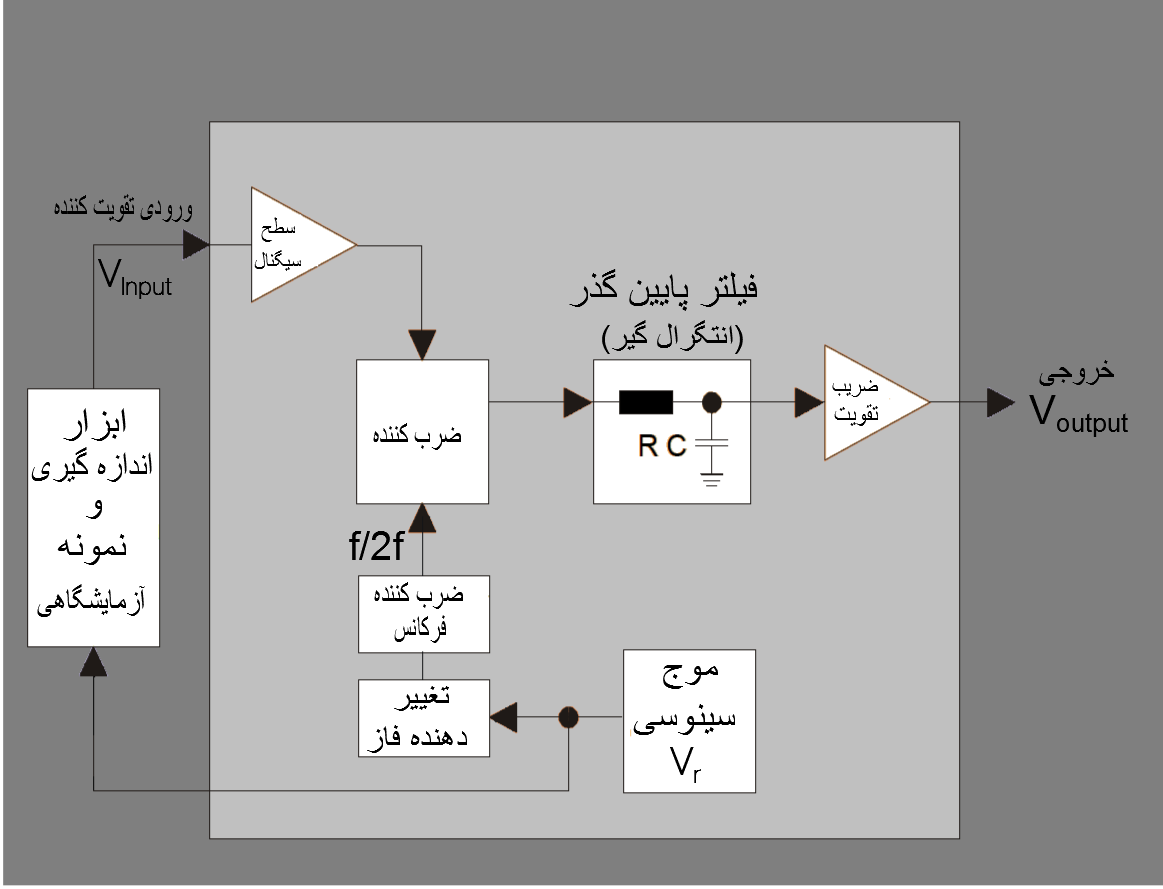
نمودار تقویت‌کننده قفل شونده

این دستگاه دارای یک ورودی سیگنال مرجع {\displaystyle V_{r}} با فرکانس {\displaystyle f_{r}}است که در طول اندازه‌گیری، تقویت‌کننده فقط به بخشی از سیگنال مورد اندازه‌گیری پاسخ می‌دهد که در محدوده همان فرکانس قرار داشته و فاز اولیه مشخصی هم دارد. در اصطلاح گفته می‌شود که تقویت‌کننده روی این فرکانس قفل شده‌است. سیگنال مرجع می‌تواند یک تابع کُسینوسی به شکل زیر باشد:
{\displaystyle V_{r}=V_{r0}\cos {(2\pi f_{r}t)}\,\!}
طریقه کار این دستگاه به این صورت است که برای مثال سیگنال ورودی به یک نمونه آزمایشگاهی و دستگاه‌های مربوطه ابتدا بر روی موجی با فرکانس {\displaystyle f_{r}} سوار شده و فرایند اندازه‌گیری آغاز می‌شود. درنهایت سیگنال خروجی نمونه که باید اندازه گرفته شود به‌عنوان ورودی دستگاه تقویت‌کننده قفل شونده به صورت زیر خواهد بود:
{\displaystyle V_{input}=V_{signal}\cos {(2\pi f_{r}t+\phi )}+V_{noise}\,\!}
که هدف دستگاه استخراج سیگنال{\displaystyle V_{signal}} است.
سیگنال ورودی از یک فیلتر میان‌گذر عبور می‌کند. این فیلتر باید برای فرکانس کاری مورد نظر از پیش تنظیم شده باشد. بعد از عبور سیگنال از این فیلتر اکثر هارمونیک‌های بالا و پایین فرکانس مرجع حذف می‌شوند. این سیگنال فیلترشده در سیگنال مرجع {\displaystyle V_{r}} ضرب می‌شود:
{\displaystyle V_{input}\times V_{r}={\frac {1}{2}}V_{signal}V_{r0}[\cos {(\phi )}+\cos {(4\pi f_{r}t)}]+V_{noise}V_{r0}\cos {(2\pi f_{r}t)}\,\!}
اگر بتوان بخش DC رابطه بالا را استخراج کرد به ازای تغییر فاز {\displaystyle \phi =0} می‌توان مستقیماً به بزرگی سیگنال {\displaystyle V_{signal}} دست یافت. این عمل توسط یک مدار انتگرال‌گیر (فیلتر پایین‌گذر) با فرکانس قطع {\displaystyle f_{r}/2} انجام می‌گیرد. خروجی این انتگرال‌گیر به‌صورت زیر خواهد بود:
{\displaystyle V_{out}={\frac {\alpha V_{r0}}{nT}}\int _{0}^{nT}(V_{signal}\cos {(2\pi f_{r}t+\phi )}+V_{noise})\cos {(2\pi f_{r}t)}\,dt={\frac {1}{2}}\alpha V_{signal}V_{r0}\cos {(\phi )}\,\!}
{\displaystyle \alpha } ضریب تقویت سیگنال خروجی است. وابستگی سیگنال خروجی به تغییرات فاز {\displaystyle \phi } دلیل نامیده شدن این دستگاه به اسم تقویت‌کننده حساس به فاز است.
دستگاه‌های تقویت‌کننده قفل‌شونده معمولاً دو مُد اندازه‌گیری {\displaystyle f}و {\displaystyle 2f} دارند. برای اندازه‌گیری در مُد {\displaystyle 2f} سیگنال مرجع از یک ضرب‌کننده فرکانس عبورکرده و تقویت‌کننده روی هارمونیک دوم فرکانس مرجع قفل می‌شود. در این حالت باید فیلتر میان‌گذر روی فرکانس {\displaystyle 2f} تنظیم شود.